# Palazzo Accolti
Palazzo Accolti si trova a Firenze in via della Chiesa 41, già 45.
Il palazzo ospitò la famiglia di origina aretina degli Accolti, arrivati a Firenze nel XII secolo e presenti nella vita politica cittadina, con due Gonfalonieri di Giustizia e sette priori all'attivo. Nel XIV la famiglia subì un nuovo afflusso da Arezzo. Nel XVI secolo Marcello Accolti fu segretario di Cosimo I e amministratore dei figli Francesco e Ferdinando, come ricorda una targa sulla facciata del palazzo.